# SP Tableware
SP Tableware is een wielerploeg die een Griekse licentie heeft. De ploeg bestaat sinds 2009. SP Tableware komt uit in de continentale circuits van de UCI. Vasilis Anastopoulos is de manager van de ploeg.

## Seizoen 2014

### Transfers
| Inkomend           | Team 2013         | Uitgaand           | Team 2014              |
| ------------------ | ----------------- | ------------------ | ---------------------- |
| Ioannis Tamouridis | Euskaltel-Euskadi | Víctor de la Parte | Efapel-Glassdrive      |
|                    |                   | Joaquín Sobrino    | Team Differdange-Losch |

## Seizoen 2013

### Overwinningen in de Africa Tour
| Datum       | Wedstrijd                         | Cat. | Winnaar            |
| ----------- | --------------------------------- | ---- | ------------------ |
| 15 maart    | 5e etappe Ronde van Algerije      | 2.2  | Víctor de la Parte |
| 11-15 maart | Eindklassement Ronde van Algerije | 2.2  | Víctor de la Parte |
| 20 maart    | 3e etappe Ronde van Tipaza        | 2.2  | Georgios Karatzios |

### Overwinningen in de UCI Europe Tour
| Datum  | Wedstrijd                        | Cat. | Winnaar          |
| ------ | -------------------------------- | ---- | ---------------- |
| 9 mei  | 4e etappe Vijf ringen van Moskou | 2.2  | Joaquín Sobrino  |
| 2 juli | 2e etappe Ronde van Roemenië     | 2.2  | Georgios Bouglas |
| 5 juli | 5e etappe Ronde van Roemenië     | 2.2  | Georgios Bouglas |

### Renners
| Naam                            | Geboortedatum    | Nationaliteit | Ploeg 2012              |
| ------------------------------- | ---------------- | ------------- | ----------------------- |
| Apostolos Bouglas               | 16 maart 1989    | Griekenland   | Gios-Deyser Leon Kastro |
| Georgios Bouglas                | 17 november 1990 | Griekenland   | Gios-Deyser Leon Kastro |
| Panagiotis Chatzakis            | 23 maart 1992    | Griekenland   | Geen                    |
| Petrus van Dijk                 | 10 maart 1986    | Nederland     | Jamis-Hagens Berman     |
| Periklis Ilias                  | 26 juni 1986     | Griekenland   |                         |
| Georgios Karatzios              | 7 november 1990  | Griekenland   |                         |
| Víctor de la Parte              | 22 juni 1986     | Spanje        |                         |
| Dimitris Polydoropoulos         | 31 maart 1989    | Griekenland   |                         |
| Neofytos Sakellaridis-Magkouras | 31 januari 1989  | Griekenland   |                         |
| Vasileios Simantirakis          | 1 maart 1989     | Griekenland   |                         |
| Joaquín Sobrino                 | 22 juni 1982     | Spanje        |                         |